# Lisa Nordén
Elina Elisabeth (Lisa) Nordén (Kristianstad, 24 november 1984) is een triatlete uit Zweden, die haar vaderland tweemaal vertegenwoordigde bij de Olympische Spelen. Ze werd tweemaal wereldkampioene sprint afstand en eenmaal wereldkampioene olympische afstand.

## Biografie

### Triatlon
Toen ze jong was deed ze eerst aan paardrijden. In 2000 deed ze een lokale triatlon en sinds 2002 richt ze zich volledig op deze sport. Alhoewel ze nog een junioren was werd ze al vrij snel de beste Zweedse triatlete. Haar eerste succes boekte ze in 2007 bij de wereldkampioenschappen triatlon voor neo-senioren in Hamburg. Met een tijd van 2:01.24 veroverde ze een gouden medaille. 
Bij haar olympisch debuut, in 2008 (Peking), eindigde ze op de 18de plaats (2:27.47) in de eindrangschikking. Vier jaar later in Londen won Nordén de zilveren medaille (1:59.48), achter de Zwitserse Nicola Spirig die haar met miniem verschil versloeg op de eindstreep. In datzelfde jaar eiste Nordén de wereldtitel op de olympische afstand op. 
Sinds 2013 komt ze ook uit op de middellange afstand. Ze won dat jaar de Ironman 70.3 Syracuse en de Challenge Fuerteventura. Op het WK Ironman 70.3 dat jaar in Las Vegas finishte ze als achtste. In dat jaar werd ze ook onderscheiden met de Jerring Prize.
In 2015 werd ze derde bij de Europese Spelen in Bakoe.

### Wielrennen
Nordén is ook een sterk wielrenster. Zo werd ze in 2004 Zweeds kampioene op de ploegenachtervolging en werd ze in 2017, 2018, 2019, 2020 en 2024 Zweeds kampioen tijdrijden.

## Titels
- Wereldkampioene triatlon sprint afstand - 2010, 2012
- Wereldkampioene triatlon olympische afstand - 2012
- Zweeds kampioene triatlon sprint afstand - 2003, 2004, 2012
- Zweeds kampioene triatlon olympische afstand - 2003, 2004, 2005, 2006, 2007, 2008
- Zweeds kampioene ploegenachtervolging - 2004

## Palmares

### triatlon
sprint afstand
- 2010:  WK sprint afstand - 58.02
- 2012:  WK sprint afstand - 1:00.36
- 2014: 20e WK sprint afstand - 58.08

olympische afstand
- 2003: 14e EK junioren
- 2003: 10e WK junioren
- 2004: 14e WK U23 olympische afstand - 2:02.19
- 2005: 9e EK U23 olympische afstand - 2:11:09
- 2005: 17e EK olympische afstand
- 2005: 10e WK U23 olympische afstand - 2:07.24
- 2006:  Alpen-Triathlon - 2:19.44
- 2006: 6e EK U23 olympische afstand
- 2006: 16e EK olympische afstand
- 2006: 5e WK olympische afstand - 2:09.48
- 2007:  EK U23 olympische afstand - 2:01.24
- 2008:  EK
- 2008: 18e OS - 2:02.27,47
- 2009: 4e EK olympische afstand - 1:57.00
- 2009:  WK olympische afstand - 4130p
- 2010:  EK olympische afstand - 1:58.20
- 2010:  WK olympische afstand - 3390p
- 2011: 8e WK sprint afstand - 59.07
- 2011: 9e WK olympische afstand - 2265 p
- 2012:  Alpen-Triathlon - 2:14.17
- 2012:  OS - 	1:59.48,00
- 2012:  WK olympische afstand - 4531 p
- 2013: 79e WK olympische afstand - 197 p
- 2013:  Beijing International Triathlon - 2:05.12
- 2014: 97e WK olympische afstand - 182 p
- 2015:  Europese Spelen - 2:01.46
- 2015: 108e WK olympische afstand - 168 p
- 2016: 20e WK olympische afstand - 892 p

middellange afstand
- 2013: 8e WK Ironman - 4:31.44
- 2013:  Ironman 70.3 Syracuse - 4:24.37
- 2013:  Challenge Fuerteventura - 4:26.35

### wielrennen
- 2013:  Zweeds kampioenschap tijdrijden
- 2017:  Zweeds kampioen tijdrijden
- 2018:  Zweeds kampioen tijdrijden
- 2018:  Zweeds kampioenschap wielrennen op de weg
- 2019:  Zweeds kampioen tijdrijden
- 2019:  Zweeds kampioen op de weg
- 2020:  Zweeds kampioen tijdrijden
- 2024:  Zweeds kampioen tijdrijden

1989: Erin Baker ·
1990: Karen Smyers ·
1991: Jo-Anne Ritchie ·
1992: Michellie Jones ·
1993: Michellie Jones ·
1994: Emma Carney ·
1995: Karen Smyers ·
1996: Jackie Gallagher ·
1997: Emma Carney ·
1998: Joanne King ·
1999: Loretta Harrop ·
2000: Nicole Hackett ·
2001: Siri Lindley ·
2002: Leanda Cave ·
2003: Emma Snowsill ·
2004: Sheila Taormina ·
2005: Emma Snowsill ·
2006: Emma Snowsill ·
2007: Vanessa Fernandes ·
2008: Helen Jenkins ·
2009: Emma Moffatt ·
2010: Emma Moffatt ·
2011: Helen Jenkins ·
2012: Lisa Nordén ·
2013: Non Stanford ·
2014: Gwen Jorgensen ·
2015: Gwen Jorgensen ·
2016: Flora Duffy ·
2017: Flora Duffy ·
2018: Vicky Holland ·
2019: Katie Zaferes ·
2020: Georgia Taylor-Brown ·
2021: Flora Duffy